# Bob Cook (Radsportler)
Bob Cook (* ca. 1958; † 11. März 1981 in Denver) war ein US-amerikanischer Radsportler.

## Sportlicher Werdegang
Bob Cook begann im Alter von neun Jahren mit dem Radsport. Radrennen fuhr er als Amateur; neun Jahre lang führte er minutiös Tagebuch über seine Werte, Trainingszeiten und Ernährung. Er galt als besonders diszipliniert und ambitioniert – sein Bruder hielt ihn für „leicht fanatisch“ –, dazu war er vielseitig talentiert und schrieb auch Kurzgeschichten, die veröffentlicht wurden. Beruflich war er als Ingenieur bei Martin Marietta im Raumfahrtprogramm tätig.
Zwischen 1975 und 1980 gewann Bob Cook fünf Mal den Mount Evans Hill Climb und hielt mit einer Stunde, 54 Minuten und 27 Sekunden auch den damaligen Rekord. Bei dem Wettbewerb handelt es sich um ein Bergrennen am Mount Blue Sky (ehemals Mount Evans), das 44,1 Kilometer lang über 2000 Höhenmeter auf der höchstgelegenen asphaltierten Straße in den USA führt und 39 Meter unterhalb des Gipfels endet. 1978 belegte er in der Gesamtwertung des Red Zinger Classic Rang zwei.
1980 wurde Cook für das olympische Radsportteam der Vereinigten Staaten nominiert, sein dortiger Start bei den Olympischen Spielen in Moskau fiel jedoch dem Olympiaboykott zum Opfer. Anschließend wollte er vom aktiven Radsport zurücktreten, doch Kollegen versuchten ihn dazu zu bewegen, einen Profivertrag in Europa zu unterschreiben.
Ende 1980 litt Bob Cook unter starken Kopfschmerzen und Schwindelanfällen; bei Untersuchungen im Krankenhaus stellte sich heraus, dass er an einem inoperablen Hirntumor litt. Cook starb am 11. März 1981 im Alter von 23 Jahren.
Im selben Jahr wurde der Mount Evans Hill Climb in Bob Cook Memorial Mount Evans Hill Climb umbenannt; das Rennen trägt seinen Namen bis heute (2024).

## Erfolge
1975
- Mount Evans Hill Climb

1976
- Mount Evans Hill Climb

1977
- Mount Evans Hill Climb
- Vuelta de Bisbee

1978
- Mount Evans Hill Climb
- Nevada City Classic

1979
- Vuelta de Bisbee

1980
- Mount Evans Hill Climb